# Saltskog gård
Saltskog gård är en herrgård i Saltskog i Södertälje i Södermanland och Stockholms län. Den används för konstnärlig och kulturell verksamhet, samt har trädgård och besökspark.

## Historia

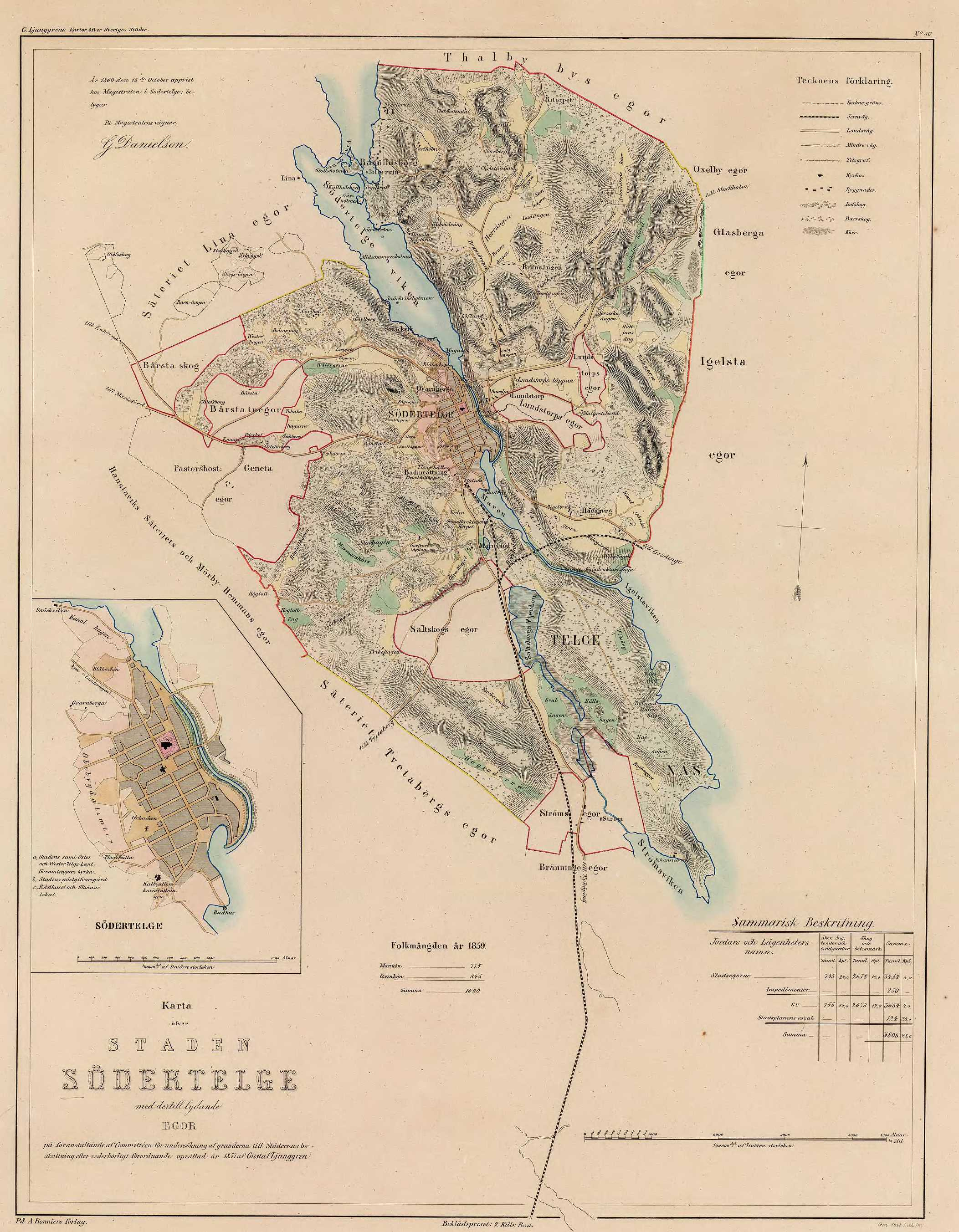
Karta över Södertälje från 1850-talet. Saltskogs egor står markerat i kartans södra del

Det äldsta skriftliga belägget för gården är från 1538, då Jören Eriks med hustrun Karin återfinns i jordeboken. Det är inte känt hur man vid tiden levde och verkade på gården.
Från 1560-talet fram till 1752 ägdes gården av släkten Gyllenstierna. Gården ägdes därefter av Erik Lovisin som tillsammans med Tvetaberg sålde Saltskog gård till Fredrik Hierta. Därefter ägdes den tillsammans med Lina gård och Hanstavik av Nils Dufwa.

### Carl Fredrik Liljevalch köper gården

Porträtt av Liljevalch målat av Anders Zorn.

På 1880-talet köptes gården av Carl Fredrik Liljevalch den yngre. Liljevalch hade problem med sina lungor, och Södertälje var vid tiden en badort med hälsobrunn. Egendomen låg även nära stationen Södertelge öfre.
Liljevalch var en förmögen industriman, och var bland annat en av upphovsmännen till Grängesbergskoncernen.  Han lät uppföra den nuvarande herrgårdsbyggnaden 1882–1883. Huvudbyggnaden uppfördes som ett corps-de-logi där Liljevalch kunde ha vänner på besök och anordna middagsbjudningar. Arkitekt kan ha varit Magnus Isæus eller Justus Hellsten. Vid tiden uppfördes även ekonomibyggnader och förvaltarbostad.
Herrgården omgavs av sina odlingsmarker. Under Liljevalchs ledning utvecklades egendomen till ett mönsterjordbruk.
Vid sluttningen mot Saltskogsfjärden anlades en park efter Liljevalchs botaniska intresse. I parkmiljön planterades flera exotiska trädslag. Det ristades även stenar i stil av runstenar med inskriptioner som ”Bo i ro” och ”Hwila”, samt att gården har en anlagd grotta. Herrgårdsparken var tidstypisk för högreståndsmiljöer från tidsperioden med slingrande promenadvägar, sällsynta trädslag, runstenar, grotta och utsiktsplats. Nedanför herrgårdens huvudbyggnad anlades en kägelbana, vilken finns bevarad på Torekällbergets museum.
Efter Stockholmsutställningen 1897 köpte Liljevalch en av utställningspaviljongerna ritad av Ferdinand Boberg och flyttade den till herrgården. Den fick namnet Villa Elghem.
Liljevalch både donerade till och investerade i flera verksamheter i Södertälje. Genom hans donation kunde Södertäljes biologiska museum öppna 1913. Han inrättade en vedfond genom en avsättning i sitt testamente. Fonden förvaltades av Stadsfullmäktige i Södertälje där årsräntan användes till införskaffande av ved till mindre bemedlade. Han investerade även i Södertelge Kanal & Slussverksbolag och Södertelge Badinrättning.

### Efter Liljevalch

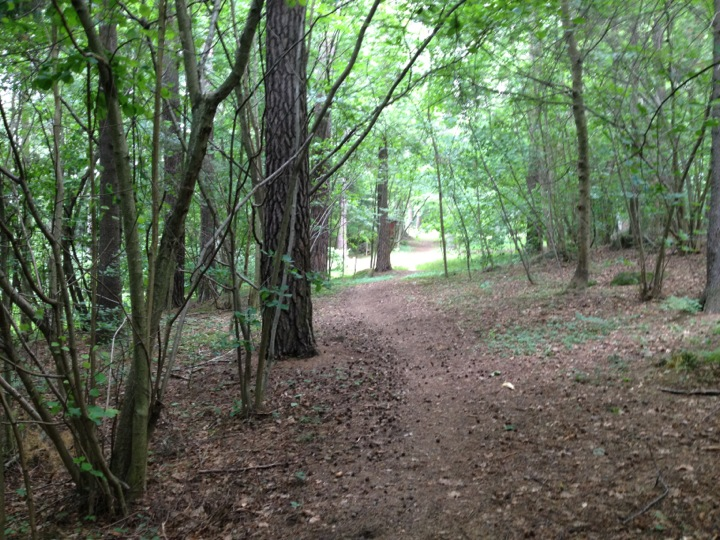
Promenadväg i skogsparken på Saltskog gård 2012. Flera ovanliga trädsorter finns planterade.

Liljevach var ogift och hade en fosterdotter. Efter has död 1909 övergick gården till fosterdottern Fanny Hultgren tillsammans med dennes make Carl Hultgren. Carl Hultgren tjänstgjorde en tid som envoyé vid svenska beskickningen i Peru, men flyttade efter uppdragets slut åter till Saltskog gård.
I en utgåva av Svenska hem i ord och bild från 1395 har historikern Waldemar Swahn gjort en utförlig inventering av gårdens historia och herrgårdsbyggnadens inventarier.
Makarna Hultgren förvaltade gården i sin fars anda. Fanny hade ett intresse för hortikultur, och skötte trädgårdarna så att de sällsynta träden kunde leva in på 2000-talet.
Carl Hultgren avled i januari 1944, och änkan Fanny levde därefter på gården till 1957. Därefter överläts den till sonen Björn Hultgren, född 1906. Fanny Hultgren avled 1961.
På 1960-talet kläddes herrgårdsbyggnaden i eternitplattor.
I september 1964 såldes Saltskog gård och dess marker till Södertälje stad. En förutsättning var att Björn Hultgren skulle få bo kvar på herrgården till sin död. Han avled i augusti 1971. Samma höst hölls en auktion där merparten av gårdens inventarier såldes av.

### Stadsdelen Saltskog tar form på gårdens marker
Efter att staden köpt gården lades jordbruket ner, och några av ekonomibyggnaderna revs. På markerna uppfördes bostadsområdet Saltskog under 1960- och 1970-talen. En renovering och modernisering av fastigheterna i Västra Saltskog samt rivning av några höghus gjordes under 1980-talet.
Efter att den sista permanentbosatta avlidit stod herrgårdsbyggnaden tom och började med tiden förfalla. I början av 1980-talet hotades Saltskog gårds corps-de-logi av rivning.

### Konstnärs- och kulturstiftelse tar över
En bevarandegrupp bildades som uppvaktade styrande politiker. Lösningen blev att bilda en stiftelse med ett startkapital motsvarande de uppskattade rivningskostnaderna på 175 000 kronor. Herrgårdsbyggnaden skulle få konstnärsateljéer och salarna i paradvåningen på entréplan skulle användas för utställningar, konserter och andra kulturändamål.
Den 5 maj 1985 invigdes Stiftelsen Saltskog gård. Stiftelsens uppgift blev att driva ett program med utställningar, föredrag samt evenemang inom musik, lyrik och teater. Under 1988 togs eternitplattorna bort från fasaden, och man började arbete med att återställa stuckatur och dekoration. Stiftelsen har även vårdat trädgården och de ovanliga trädsorterna.
2020 gick herrgårdsbyggnaden över i kommunalt ägarskap. Kommunen tog över ansvar för underhåll av byggnaderna och parken, men upplåter fortsatt lokalerna till konstnärlig verksamhet.

## Byggnader på Saltskog gård

### Herrgårdsbyggnaden, gårdens corps-de-logi
Huvudbyggnaden är uppförd i träpanelarkitektur med lövsågssnickerier, fönster med flera bågar som delvis är småspröjsade och med olika takfall.

### Villa Elghem
Villa Elghem är en tidstypisk jugendvilla i stående panel och fjällpanel.
Villan var ursprungligen en utställningspaviljong på Stockholmsutställningen 1897. Den ritades av Ferdinand Boberg. Efter att utställningen avslutats köpte Liljevalch och flyttade den till herrgården. Den fick namnet Villa Elghem efter Liljevalchs vän Reinhold Elgenstierna som bosatte sig där.

### Kägelbanan
Kägelbanan uppfödes ursprungligen nedanför herrgårdsbyggnaden. Efter en brand 1979 flyttades den till Torekällbergets museum.
Kägelbanan uppfördes med en salong där sällskapet kunde festa efter avslutat spel. Den byggdes varmbonad och försågs med en kamin vilket möjliggjorde användning långt in på hösten. Under Liljevalchs tid på gården var banan flitigt använd, men kom därefter att förfalla.
Vid branden blev salongsrummet utbränt. 2010 gjorde museet en renovering av banan utifrån bevarade fakta och färgrester. I samband med renoveringen flyttades den även till sin nuvarande plats på museet efter att tidigare ha stått vid Torekällbergets scen.

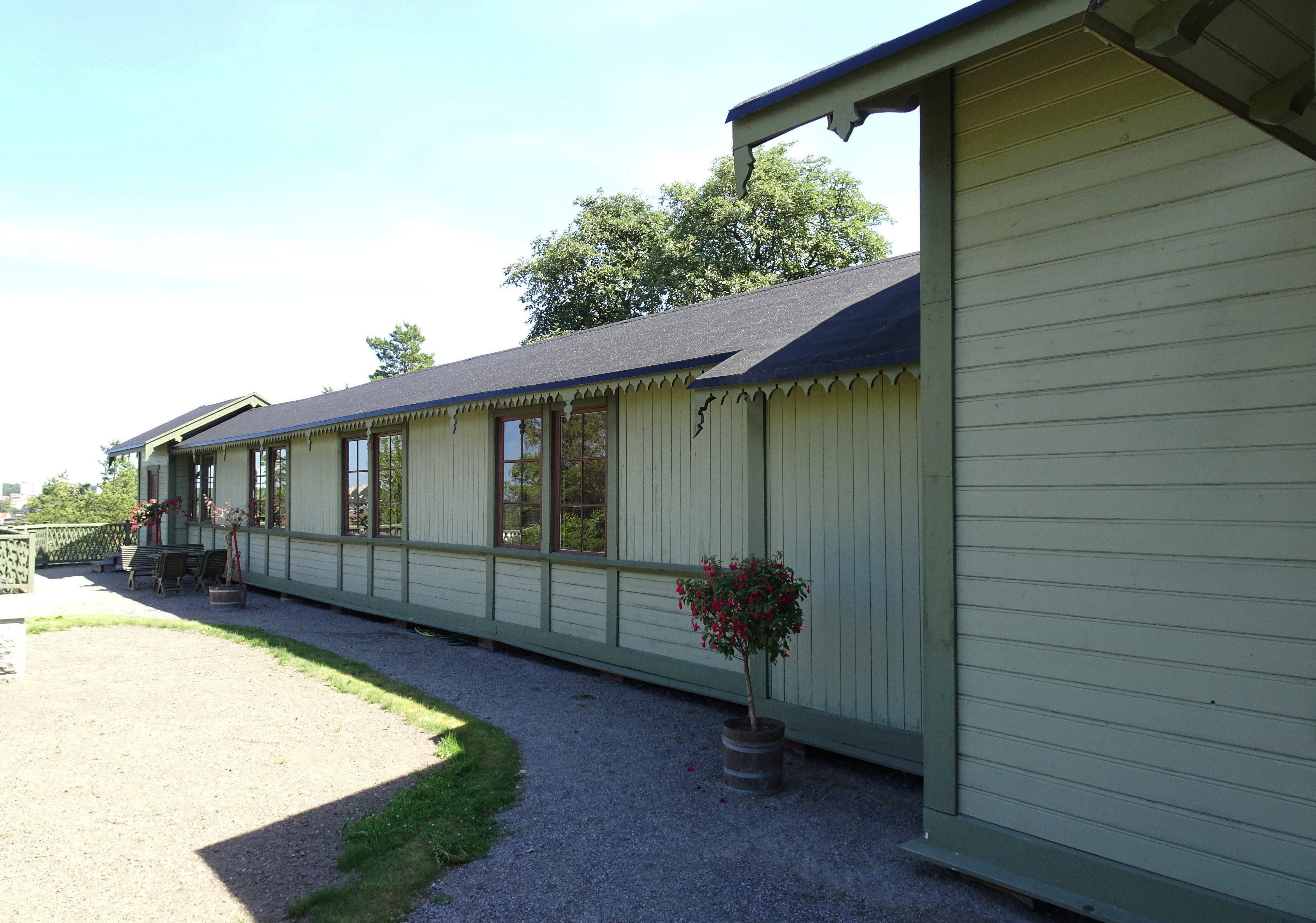
Exteriör
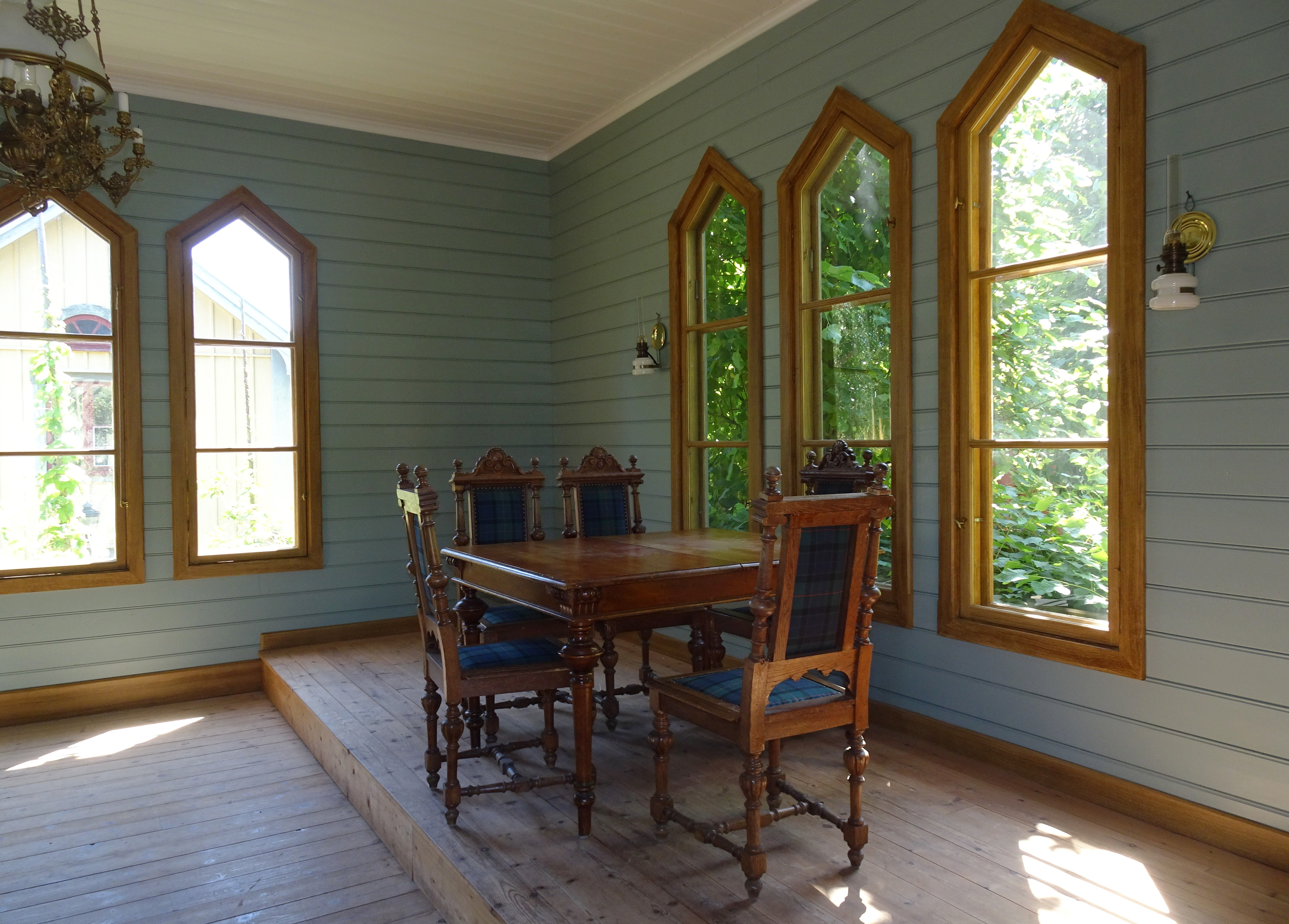
Salongsrummet
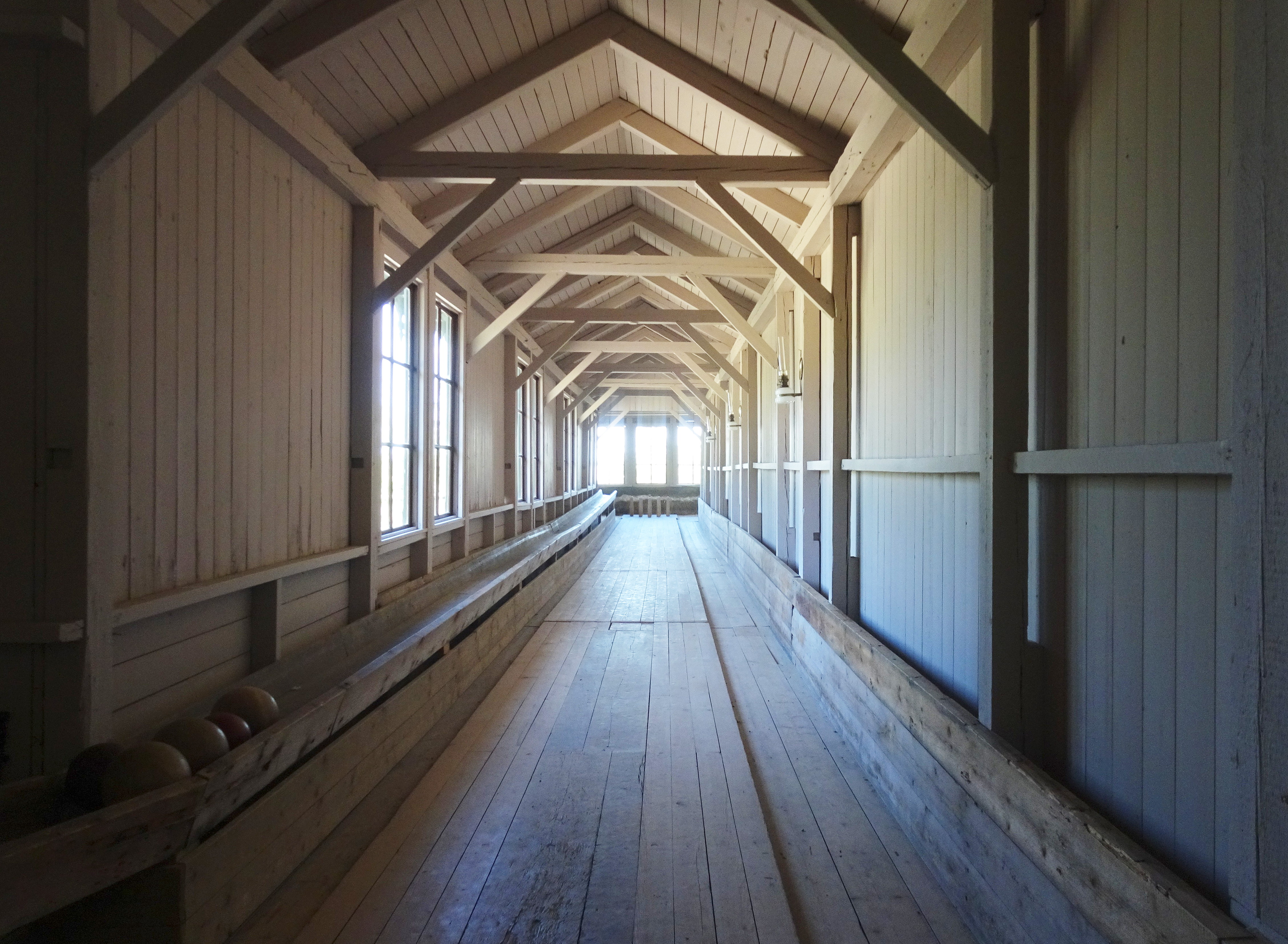
Banan
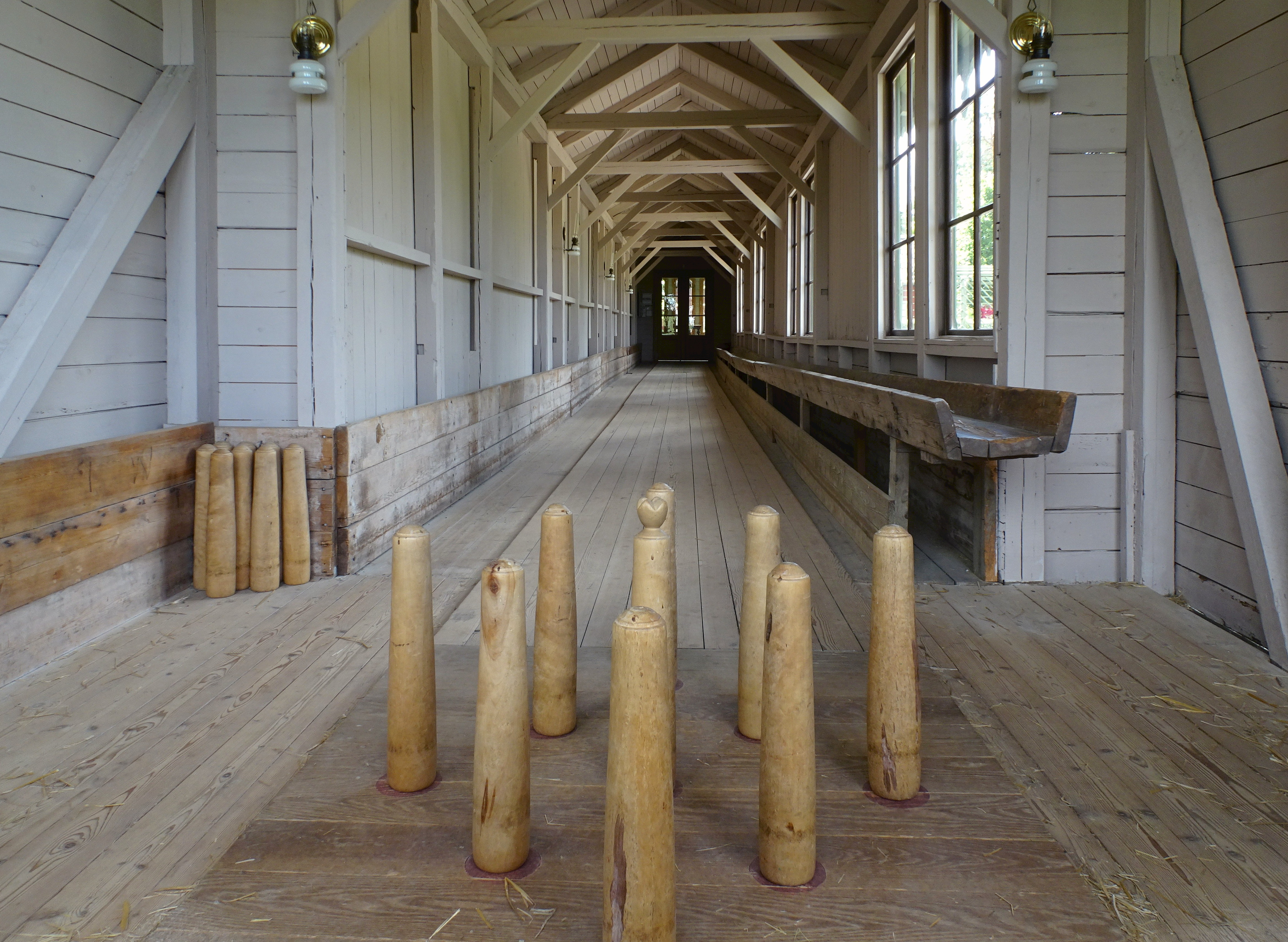
Käglor

### Övriga byggnader
I miljön finns en villa i typisk snickarglädje med panelade fasader med utsirade detaljer.
Ett hönshus i jugendstil med nationalromantiska inslag fanns på gården. Med tiden angreps det av skadeinsekter och ansågs för kostsamt att reparera, efter vilket det revs.

## Arkeologiska fynd

### Saltskogskatten
Vid schaktning för en garagebyggnad invid Tvetavägen i mars 1967 gjordes ett fynd av en skör penningpåse innehållande 200 mynt från 1580 fram till 1640-talet. Fyndet fick namnet Saltskogskatten och finns bevarat på Torekällbergets museum.

### Saltskogssvärdet
Saltskogssvärdet är ett välbevarat praktvapen från 600-talet. Det är dubbeleggat, och har ett fäste med drakslingor i silverinläggning. Knoppen har utformning som fabeldjur. Svärdet hittades omkring år 1900 och blev då inte sakkunnigt utgrävt. Det finns på Statens historiska museum.

## Saltskog gård som konst- och kulturhus

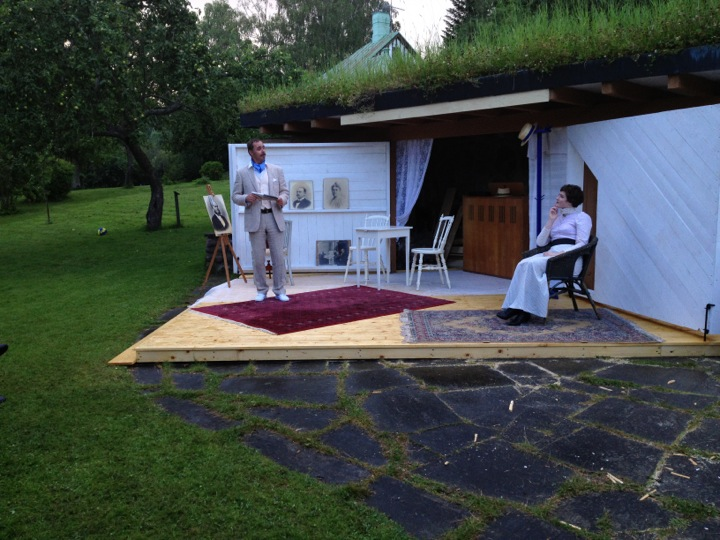
Utomhusteater i parken tillhörande Saltskog gård 2012.

Saltskog gård fungerar som konstnärligt centrum där konstnärer har ateljéer. Paradvåningen i herrgårdsbyggnaden har utställningsytor. Återkommande hålls öppet hus hos konstnärerna som har ateljéer på gården.
På gården hålls även konserter, teatrar och andra evenemang. Under föreningen Saltskog gårds första 30 år hölls ca 150 konstutställningar i herrgårdsbyggnaden.